# فرودگاه جورج تاون (کالیفرنیا)
فرودگاه جورج تاون (کالیفرنیا) (به انگلیسی: Georgetown Airport (California)) یک فرودگاه همگانی است که یک باند فرود آسفالت دارد و طول باند آن ۹۰۸ متر است. این فرودگاه در کشور ایالات متحده آمریکا قرار دارد و در ارتفاع ۷۹۹ متری از سطح دریا واقع شده‌است.